# My Sassy Girl
My Sassy Girl (kor. 엽기적인 그녀, Hanja 獵奇的인 그女; Yeopgijeogin geunyeo; wörtlich: „das bizarre Mädchen“) ist eine südkoreanische romantische Komödie aus dem Jahr 2001. Der Film basiert teilweise auf wahren Begebenheiten, die von Kim Ho-sik im Internet veröffentlicht wurden. Regie des Films führt Kwak Jae-yong.
Der Film gehört zu den erfolgreichsten südkoreanischen Filmen und ist auch außerhalb Asiens sehr bekannt.
Eine US-amerikanische Neuverfilmung mit dem Titel My Sassy Girl – Unverschämt liebenswert wurde 2008 mit Jesse Bradford und Elisha Cuthbert gedreht. Zudem kam 2016 der Nachfolger My New Sassy Girl in die Kinos, in dem Cha Tae-hyun zurückkehrt, die weibliche Hauptrolle allerdings von Victoria Song gespielt wird.

## Handlung
Durch eine asynchrone Erzählweise wird man mit zwei Szenen konfrontiert, die der Zuschauer zunächst nicht einordnen kann: in der ersten steht der Protagonist, Gyeon-woo, an einem Baum auf einem Berg und wartet auf ein Mädchen, mit dem er sich zwei Jahre zuvor verabredet und eine Zeitkapsel vergraben hat; doch sie erscheint nicht. In der zweiten Szene, die ebenfalls aus dem Kontext gerissen ist, wird gezeigt, wie Gyeon-woo während eines Fototermins durch sein Handy gestört wird; seine Tante hat angerufen und er erzählt ihr, dass er sich auf den Weg zu ihr mache. Im Laufe des Films erfährt der Zuschauer, dass die beiden Szenen inhaltlich gegen Ende des Films vorkommen.
Der Film selbst ist wie ein Fußballspiel aufgeteilt, was jeweils durch entsprechende Einblendungen deutlich gemacht wird.

### Erste Halbzeit
Die Handlung erzählt die Geschichte des nach eigener Aussage faulen Studenten Gyeon-woo und dem Mädchen, dessen Name im Film aber nie genannt wird. Gyeon-woo ist Single, und seine Mutter drängt ihn, seine Tante zu besuchen, die ihm eine Frau vorstellen will. Da er jedoch unter anderem die Zärtlichkeiten, die seine Tante ihm bei Besuchen immer zukommen lässt, nicht ausstehen kann, schiebt er diesen Besuch immer weiter raus. Nach einer heiteren Nacht mit seinen Freunden sieht Gyeon-woo im U-Bahnhof zum ersten Mal das Mädchen, welches betrunken gefährlich nahe an der Bahnsteigkante auf den Zug wartet. Als sie auch vor dem herannahenden Zug nicht zurückweicht, rettet er sie im letzten Moment.
Beide fahren im selben Zug nach Hause. Das Mädchen ist zwar Gyeon-woos Typ, er ist aber von ihrer Trunkenheit angeekelt. Plötzlich übergibt sie sich auf einen alten Mann und nennt Gyeon-woo kurz drauf „Liebling“, woraufhin sie in Ohnmacht fällt. Nun denken die übrigen Fahrgäste, er sei ihr Freund und machen ihm Vorwürfe, dass er besser auf seine Freundin achten solle. An der nächsten Station verlässt Gyeon-woo mit dem noch ohnmächtigen Mädchen die Bahn und trägt sie auf dem Rücken zum nächsten Motel. Während er dort duscht, klingelt das Handy des Mädchens; nackt hebt er ab, informiert den Anrufer über seinen Aufenthaltsort und wird kurze Zeit später von hereinstürmenden Polizisten überwältigt. Nach einer kurzen Auseinandersetzung landet er im Gefängnis.
Nachdem er aus dem Gefängnis entlassen wird, bittet ihn das Mädchen per Telefon, sie beim Café zu treffen, um ihr die vergangene Nacht detailliert zu erläutern. Dabei wird zum ersten Mal ihre beherrschende Art sichtbar, mit der sie Gyeon-woo über weite Teile des Films behandelt. Sie lässt sich aber von seinen Schilderungen überzeugen. Gemeinsam gehen sie in eine Bar, wo sie sich aber wieder bis zur Besinnungslosigkeit betrinkt und von ihm wieder in das Motel getragen werden muss. Trotz dieses merkwürdigen Treffens werden sie ein Paar.
Im Folgenden erzählt der Film einzelne, unterhaltsame Episoden aus ihrem Zusammenleben, die nur lose zusammenhängen. Das Mädchen behandelt ihn dabei ziemlich unfair, sie schlägt ihn oft und fordert ungewöhnliche Dinge von ihm. Sie zeigt jedoch auch eine fröhliche, liebenswerte Seite. So möchte das Mädchen Drehbuchautorin werden. Gyeon-woo liest ihr zuliebe ihre Werke, obwohl diese ihm eigentlich nicht gefallen. Alle Werke haben gemein, dass sie völlig übertrieben sind und die Heldin aus der Zukunft kommt. Eine andere Episode erzählt, wie Gyeon-woo mit seinen Freunden trinkt. Dabei fällt ihm eine Frau auf, die vor der Bar entlangläuft. Er läuft ihr hinterher und versucht sie anzusprechen. Als sie sich jedoch endlich umdreht, stellt sich heraus, dass er versucht hat, das Mädchen anzumachen. Ihm gelingt aber die Flucht, woraufhin er sich stark betrinkt und schließlich in der U-Bahn „aus Rache“ einschläft, damit sie ihn tragen muss. Auf der Fahrt wird er beklaut und erwacht erst an der Endhaltestelle. Mit dem letzten Geld ruft er sie an und fordert von ihr, dass sie ihn abholt. Dies ignoriert sie jedoch, stattdessen wacht er am nächsten Morgen wieder im Gefängnis auf.
Eine E-Mail macht ihn auf den in zwei Tagen bevorstehendem Geburtstag des Mädchens aufmerksam. Er beschließt mit ihr nachts in den Freizeitpark zu gehen, nachdem dieser geschlossen hat; dazu besticht er seine Freunde, die dort arbeiten. Doch als sie über eine Mauer in den Park eindringen wollen, werden sie von einem fahnenflüchtigen Soldaten überrascht, der sie innerhalb des Parks verschleppt. Teile seiner Division haben das Gebäude, in dem die drei sitzen, umzingelt. Im Laufe des Gesprächs erfährt man, dass der Soldat von seiner Freundin betrogen wurde. Gyeon-woo bewegt den Flüchtigen dazu, das Mädchen gehen zu lassen. Eine Flucht durch den Hinterausgang schlägt fehl und beide werden von der Armee umstellt. Als der Soldat damit droht, sich und Gyeon-woo zu erschießen, kann das Mädchen seine Meinung ändern. Der erste Teil des Films endet mit dem versprochenen Feuerwerk für das Mädchen. Man erfährt auch, dass der Fahnenflüchtige am selben Tag Geburtstag hat.

### Zweite Halbzeit
Es scheint etwas Zeit vergangen zu sein, in dem sich beide Protagonisten besser kennengelernt haben. Sie treffen sich in einem Café. Dort überreicht sie ihm ein haarsträubendes Drehbuch über einen Samurai-Film, das er abermals widerwillig liest. Sie bittet ihn, das Drehbuch Shin Cine, einem Filmproduzenten, zu geben, damit es verfilmt werden kann. Dieser lehnt das Werk jedoch ab. Auch nimmt ihn das Mädchen mit zum Squash und Fechten, wobei er jedes Mal verliert.
Das Mädchen wartet nach der Schule auf ihn, woraufhin beide durch einen Park gehen. Auf einer Parkbank sitzend erzählt sie ihm, dass ihre Füße durch die Pumps weh tun und sie Schuhe tauschen sollten. Zunächst lehnt er ab, aber als sie droht, ohne ihn wegzugehen, willigt er schließlich ein. Sie zwingt ihn, sie in den Damenschuhen zu jagen, wodurch er zum allgemeinen Gespött wird. Abends bringt er sie nach Hause und lernt ihre Eltern kennen. Diese halten ihn jedoch für einen Taugenichts und missbilligen deutlich die Freundschaft der beiden. Gyeon-woo hört danach lange Zeit nichts mehr von ihr.
Erst für ihr 100-tägiges Jubiläum hört er wieder von ihr. Sie fordert ihn auf, seine alte Schuluniform anzuziehen und ihr in einer ihrer Vorlesungen vor allen Kommilitonen eine Rose zu überreichen. Verschärfend kommt hinzu, dass sie an der Ewha Womans University studiert, einer reinen Frauen-Universität. Er wünscht sich im Gegenzug Kanon in D von Johann Pachelbel, den sie ihm ebenfalls in der Vorlesung auf dem Piano spielt. Sie gehen danach in ihren alten Schuluniformen in eine Bar, wo sie ihre Schulzeit wiederaufleben lassen. Anschließend besuchen sie eine Disco, in der man sich wegen der offenbar überzeugenden Darbietung der beiden entschließt, jeden Monat eine Schuluniform-Party zu veranstalten. Da sie sich jedoch wieder hemmungslos betrunken hat, muss er sie nach Hause bringen. Die Eltern fragen ihn über die Beziehung zu ihrer Tochter aus, wobei er jedoch eine äußerst schlechte Figur macht. Sie verbieten ihm anschließend den Kontakt zu ihr.
Anschließend sehen sie sich erneut längere Zeit nicht mehr. Mitten während eines Dates von Gyeon-woo und, wie sich herausstellt, einem Transvestiten ordert das Mädchen ihn per Handy zu ihrem Blinddate. Gyeon-woo liebt das Mädchen zwar noch immer, wünscht ihr jedoch alles Gute für die neue Beziehung und gibt sowohl ihr als auch ihrem Blinddate getrennt Tipps an die Hand, da er das Mädchen und ihre Marotten inzwischen gut zu kennen scheint.
Sie erkennt dadurch wie sehr sie ihn mag und kehrt, nach langer Suchaktion, zu ihm zurück. Sie bittet ihn, seine Gefühle in einen Brief zu fassen, was sie ebenfalls tut. Anschließend treffen sie sich an dem Baum aus der Anfangsszene und vergraben die Briefe in einer Zeitkapsel neben dem Baum. Zwei Jahre später, so beschließen sie, wollen sie sich dort wieder treffen und die Zeitkapsel ausgraben, aber in der Zwischenzeit wollen sie sich nicht treffen.

### Verlängerung
In der Zwischenzeit hat Gyeon-woo Squash, Fechten und Schwimmen geübt, um seine Fähigkeiten über die Zeit zu verbessern und sich so die Zeit zu vertreiben. Ebenfalls stellt er Shin Cine seine Geschichten zu „My Sassy Girl“ vor, der sich gleich bereit erklärt, diese zu verfilmen.
Nach zwei Jahren wird die Introsequenz erneut gezeigt, in der Gyeon-woo alleine vor dem Baum steht, aber das Mädchen nicht erscheint. Einige Zeit später gräbt er die Kapsel aus und lernt aus ihrem Brief die Wurzel ihres Verhaltens: das Mädchen hatte, ein Jahr bevor sie Gyeon-woo kennengelernt hat, einen Freund, in den sie sehr verliebt war, der aber verstorben ist. Doch über seinen Tod ist sie nie hinweggekommen. Dies erklärt auch ihr dominantes Verhalten, da sie in Gyeon-woo ihren verstorbenen Freund gesehen hat und ihn deswegen zu Dingen gezwungen hat, die ihr früherer Freund für sie getan hat. Die Mutter des verstorbenen Freundes hatte vorgeschlagen, dem Mädchen einen netten jungen Mann vorzustellen, doch das Mädchen hatte abgelehnt, weil sie noch nicht so weit war. Das Mädchen fühlte sich durch Gyeon-woo besser, weil sie ihn mochte, gleichzeitig machte es ihren Liebeskummer schlimmer, weil er sie an ihren Exfreund erinnerte. Deswegen beschloss sie die Beziehung zu Gyeon-woo zu beenden und glaubt, falls beide wirklich füreinander bestimmt sind, werde sie das Schicksal wieder zusammenbringen.
Ein Jahr nachdem Gyeon-woo den Baum besucht hat, tut dies nun auch das Mädchen. Unter dem Baum sitzt ein alter Mann, der die Briefe gelesen hat und die Geschichte des Mädchens zu kennen scheint. Er fragt sie, warum sie ein Jahr zu spät ist, und erzählt, dass der Baum von einem Blitz getroffen wurde, jedoch sei von einem jungen Mann ein neuer Baum gepflanzt worden. Der Mann hielt es dabei für besonders wichtig, dass dieser wie der Alte aussehe, damit ein bestimmtes Mädchen nicht traurig wäre. Eine mögliche Interpretation ist, dass der alte Mann Gyeon-woo aus der Zukunft ist. Von ähnlichen Visionen hat das Mädchen bereits vorher geträumt und gesprochen.
In einer kurzen Szene ist zu sehen, wie sie in einem anfahrenden Zug steht und Gyeon-woo dem Zug hinterherläuft.
Dieser hat nun endlich eingewilligt, seine Tante zu besuchen und sich mit einem Mädchen verkuppeln zu lassen. Es stellt sich heraus, dass die Mutter des verstorbenen Freundes die Tante von Gyeon-woo ist. Sie hat bereits seit mehreren Jahren versucht, die beiden zusammenzubringen. Der Film endet als das Liebespaar in Schuluniform auf dem Weg zu einer Party ist.

## Trivia
Im Film gibt es eine Vielzahl an Easter Eggs:
- Beim ersten Besuch des Motels des Protagonisten wird ein Artikel mit Fünflingen an der Wand des Motels gezeigt. Ohne es zu wissen, trifft Gyeon-woo im Laufe des Films jeden Fünfling: Zwei als Motel-Angestellte, einen als Gangster-Boss im Gefängnis, einen als Sicherheitsangestellten am College des Mädchens (wird nicht gezeigt) und einen als Sicherheitsüberwacher im U-Bahn-Kontrollraum.

- In der Szene, in der das Mädchen mit dem alten Mann unter dem Baum spricht, erscheint ein UFO am Himmel. Ebenfalls begegnet der alte Mann im Zug den beiden Protagonisten, als diese sich zum ersten Mal treffen. Zeitreisen sind sowohl in den Drehbüchern des Mädchens als auch bei den Unterhaltungen zwischen den Hauptcharakteren ein wichtiger Bestandteil.

- Gyeon-Woo trug bei der ersten Begegnung mit dem Mädchen pink, genau wie der Passant im Zug, den das Mädchen „verscheucht“ hat und ihm gesagt hat, dass er kein pink tragen solle. Im Park trug Gyeon-Woo grün, als das Mädchen einem Passanten gesagt hat, dass dieser kein grün tragen solle.

- In der Szene, in der Gyeon-Woo den Brief des Mädchens unter dem Baum liest, wird gezeigt, wie das Mädchen und ihr Exfreund Händchen halten und der Exfreund eine Cola vor sich stehen hat. Im Film hingegen wird eine Cola oder ähnliches als Bestellung vom Mädchen zu Kaffee korrigiert.

- Das transvestite Mädchen, welches Gyeon-Woo trifft, erscheint auch früher im Film, neben dem Mädchen sitzend, in der Szene, in der das Mädchen der Oma das verlorene Päckchen hinterher bringt.

- Im zweiten Teil des Films bittet das Mädchen Gyeon-Woo ein Drehbuch von ihr zu lesen. In der Geschichte hat der Feind den Namen Gyeon-Woo. Nach dem Kampf sagt der Erzähler, dass die Heldin zu „King Jung-jo“ wird. Es könnte sein, dass der Name der Protagonistin Jung-jo ist.

## Rezeption
My Sassy Girl hatte 2001 die zweitmeisten Kinobesucher (4.852.845) in Südkorea (nach Friend).
Koreanfilm.org lobte Jeon Ji-hyuns Darstellung und der Film wäre ohne sie nicht so erfolgreich gewesen.

## Auszeichnungen
| Event                        | Preis                                                               |
| ---------------------------- | ------------------------------------------------------------------- |
| 2003 Hong Kong Film Awards   | Best Asian Film                                                     |
| 2003 Hochi Film Awards       | Best Foreign Language Film                                          |
| 2002 Grand Bell Awards       | Best Actress - Jeon Ji-hyun Best Adapted Screenplay - Kwak Jae-yong |
| 2003 Fant-Asia Film Festival | Most Popular Film                                                   |
| 2001 Blue Dragon Awards      | Best New Actor - Cha Tae-hyun                                       |